# 国家の財産、公文書及び債務に関する国家承継に関する条約
国家の財産、公文書及び債務に関する国家承継に関する条約（こっかのざいさん、こうぶんしょおよびさいむにかんするこっかしょうけいにかんするじょうやく、国家の財産、公文書及び債務に関する国家承継に関するウィーン条約、英：Vienna Convention on Succession of States in respect of States Property, Archives and Debts）は、国家の財産や国家公文書、国家債務に関する国家承継の効果を定める多国間条約である。

## 歴史

### 国際法委員会における法典化作業(1962-1981)
国際法委員会はその第一会期の1949年において、14の研究課題の中に「国家及び政府の承継」の問題を取り入れていた。しかしその後しばらく国際法委員会は、海洋法や外交・領事関係法などの法典化作業を優先させたため、承継に関する問題に関する研究には着手できていなかった。
　1962年に「国家及び政府の承継」を作業計画に取り入れ、法典化作業を開始した。翌年には、承継の問題を「条約に関する承継」、「条約以外の法源から生じる権利義務に関する承継」、「国際機関のメンバーシップに関する承継」の3つに分けた。1つ目は条約に関する国家承継に関するウィーン条約に結実している。3つ目はその検討を延期することが決定された。
　2つ目の研究課題については、ベジャウィ委員を特別報告者に任命し条約草案の検討にあたらせた。1981年に国際法委員会は39条から成る最終草案を採択し、第36回国連総会は1983年に当該条約草案を検討し条約を締結するための全権会議を開催するべき旨を決議し、第37回国連総会にて1983年の3月1日から4月8日まで、ウィーンにおいて開催するべき旨の決議がなされ、これに従い「国家の財産、公文書および債務に関する国家承継条約採択国連全権会議」（英：United Nations Conference on Succession of States in respect of  States Property, Archives and Debts）が予定通り開かれた。

### 条約採択全権会議(1983)
国家の財産、公文書および債務に関する国家承継条約採択国連全権会議では国際法委員会を原案としてそれに対する修正案が逐条的に審議され採択された。国家の財産、公文書及び債務に関する国家承継に関するウィーン条約についての実質的審議が行われた全体委員会における状況は、国際法委員会の草案を原則として維持しようとする東欧諸国・後発開発途上国と、その草案を出来るだけ修正すしようとする西側諸国との対立の形で始まった。西側諸国は不明確な文言の多様、不十分な紛争解決手続、一部開発途上諸国の天然資源に対する恒久的主権の原則の解釈、交渉と妥協を受け入れない東欧諸国・後発発展途上国の交渉の仕方が妥当ではないなどの見地から一致して棄権若しくは反対した。条約全体の採択は賛成54，反対11，棄権11であり、積極的な反対が多かった。国際法委員会が原案を作成し、国連主催の条約採択全権会議で採択された一連の条約の中で、西側諸国がこぞって棄権若しくは反対の投票を行ったのは今回が初めてであった。
　2002年の時点で、この条約の締約国数は5か国（クロアチア、エストニア、グルジア、マケドニア、ウクライナ）に留まっており、発効していない。なお署名国はアルジェリア、アルゼンチン、エジプト、ナイジェリア、ペルー、ユーゴスラビアの6ヵ国である。

締約国

## 用語の定義（条約第2条第1項）
この条約第2条に置かれている用語の定義規定のうち、この記事で必要なものを以下に挙げる。
国家承継
　領域の国際関係上の責任が一国から他国に置き換わること。（条約第2条第1項(a)）
先行国
　国家承継に際して他国によって置き換えられた国。（条約第2条第1項(b)）
承継国
国家承継に際して他国を置き換えた国。（条約第2条第1項(c)）
新独立国
承継国のうち、その領域が、国家承継の日の直前には先行国が国際関係上の責任を有する従属地域であったもの。（条約第2条第1項(e)）
第三国
　先行国でも承継国でもない国。（条約第2条第1項(f)）

## 文献情報
- 村上和夫(1984)．「〔資料〕国家の財産、公文書および債務に関する国家承継条約採択国連全権会議」．『国際法外交雑誌』第83巻第4号：pp. 90-107．
- 小川芳彦(1983)．「〔資料〕国家の財産等に関する国家承継条約」．『法と政治』第34巻第3・4号：pp. 191-217．